# فرنتس وارگا
فرنتس وارگا (مجاری: Ferenc Varga؛ زادهٔ ۳ ژوئیهٔ ۱۹۲۵) قایقران کایاک اهل مجارستان است.